# Vissjön, Småland
Vissjön är en sjö i Ljungby kommun och Älmhults kommun i Småland och ingår i Helge ås huvudavrinningsområde. Sjön har en area på 6,46 kvadratkilometer och ligger 135 meter över havet. Sjön avvattnas av vattendraget Lillån. Vid provfiske har bland annat abborre, braxen, gers och gädda fångats i sjön.

## Delavrinningsområde
Vissjön ingår i det delavrinningsområde (628778-139212) som SMHI kallar för Utloppet av Vissjön. Medelhöjden är 141 meter över havet och ytan är 53,61 kvadratkilometer. Det finns inga avrinningsområden uppströms utan avrinningsområdet är högsta punkten. Lillån som avvattnar avrinningsområdet har biflödesordning 2, vilket innebär att vattnet flödar genom totalt 2 vattendrag innan det når havet efter 137 kilometer. Avrinningsområdet består mestadels av skog (48 %) och sankmarker (21 %). Avrinningsområdet har 6,47 kvadratkilometer vattenytor vilket ger det en sjöprocent på 12,1 %.

## Fisk
Vid provfiske har följande fisk fångats i sjön:
- Abborre
- Braxen
- Gärs
- Gädda
- Löja
- Mört